# 대관령전지훈련장
대관령전지훈련장(大關嶺轉地訓鍊場, Daegwallyeong Training Field)은 대한민국 강원특별자치도 평창군에 있었던 스포츠 시설이다. 인조잔디 필드가 갖춰진 축구 경기장이 설치되어 있었다. 2011년 5월 4일에 준공되고, 평창올림픽스타디움 건설을 위해 2015년 12월에 철거되었다. 2018년 동계 올림픽과 2018년 동계 패럴림픽 폐막 후, 평창올림픽스타디움이 철거되면서 그 자리에 대관령고원전지훈련장이 다시 건설되었다.

## 참고 문헌
- 《2016년 전국 공공체육시설 현황(2015년 말 기준)》. 대한민국 문화체육관광부. 2016.

## 같이 보기
- 대관령고원전지훈련장
- 평창올림픽스타디움